# Dorfkirche Rohrlack

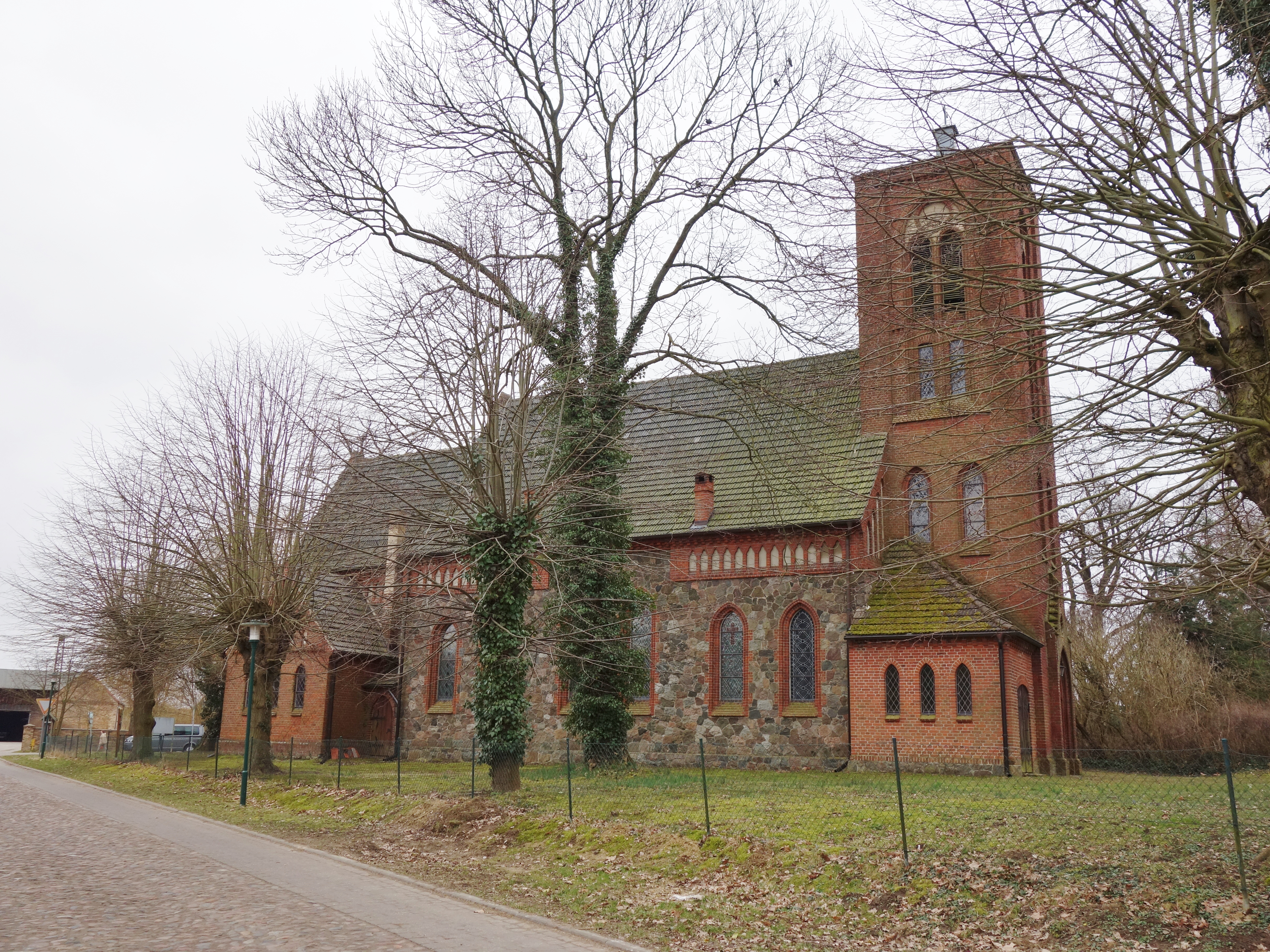
Dorfkirche Rohrlack, Nordansicht

Die Dorfkirche Rohrlack ist ein Kirchengebäude im Ortsteil Rohrlack der Gemeinde Temnitztal  im Landkreis Ostprignitz-Ruppin des deutschen Bundeslandes Brandenburg. Die Kirchengemeinde gehört zur Gesamtkirchengemeinde Temnitz im Kirchenkreis Wittstock-Ruppin der Evangelischen Kirche Berlin-Brandenburg-schlesische Oberlausitz.

## Architektur
Die neugotische Saalkirche wurde 1892 auf den Grundmauern einer Feldsteinkirche aus dem 13. Jahrhundert aus Feldsteinen und Ziegeln errichtet. Vermutlich stammt der Entwurf von Theodor Prüfer. Eine zusammen mit dem Neubau des Kirchenschiffs errichtete Turmspitze wurde 1988 wegen Einsturzgefahr abgerissen, wobei ein Teil der Konstruktion das Kirchendach durchbrach und die historische Orgel zertrümmerte. Der Spieltisch und die Orgelpfeifen wurden originalgetreu rekonstruiert. 